# Sapromyza cabrilsensis
Sapromyza cabrilsensis är en tvåvingeart som beskrevs av Miguel Carles-Tolrá 1993.
Sapromyza cabrilsensis ingår i släktet Sapromyza och familjen lövflugor. Artens utbredningsområde är Spanien. Inga underarter finns listade i Catalogue of Life.